# Pierre Passereau
Pierre Passereau (* um 1490; † nach 1547) war ein französischer Tenor und Komponist der Renaissance. Er wird 1509 das erste Mal erwähnt, nach 1547 verlieren sich seine Spuren.

## Vita
Pierre Passereau war seit 1509 Kapellsänger des Herzogs und späteren französischen Königs François d’Angoulême und von etwa 1525 bis 1530 auch Sänger an der Cathédrale Notre Dame de Cambrai. Gesichert ist außerdem, dass er 1536 noch lebte. Passereau gehörte zu den populärsten Chansonkomponisten seiner Zeit.

## Werk
Neben Motetten besteht sein Werk aus 26 Chansons, von Pierre Attaingnant veröffentlicht, darunter das berühmte Il est bel et bon mit der Nachahmung von Hennengeschrei. Zeitgenössischen Berichten zufolge soll diese Chanson sogar in den Gassen Venedigs gesungen worden sein. Sie schildert die Erzählung einer Ehefrau, die sich über ihren gutmütigen und fleißigen aber trotteligen und gehörnten Ehemann lustig macht. Ob zotig, erzählend, beschreibend oder melancholisch, Passereaus Werken wurde ein gewisser Erfolg zuteil: Mehrfach herausgegeben, wurden sie von mehreren seiner Zeitgenossen parodiert, unter anderem von Pierre Certon (1570), und auch für das Spiel mit Instrumenten adaptiert. Ein anderer Beweis für seine Popularität findet sich in Rabelais’ Liste von Musikern in seinem Le Quart Livre (dt.: Das vierte Buch) von 1552: Dort beschreibt er Passereau als einen „fröhlichen Musiker“.